# فلورانس دو بودوس
فلورانس دو بودوس (به فرانسوی: Florence de Baudus) رمان‌نویس، مقاله‌نویس و مورخ قرن بیستم میلادی اهل فرانسه است.